# 日本ルーテル教団

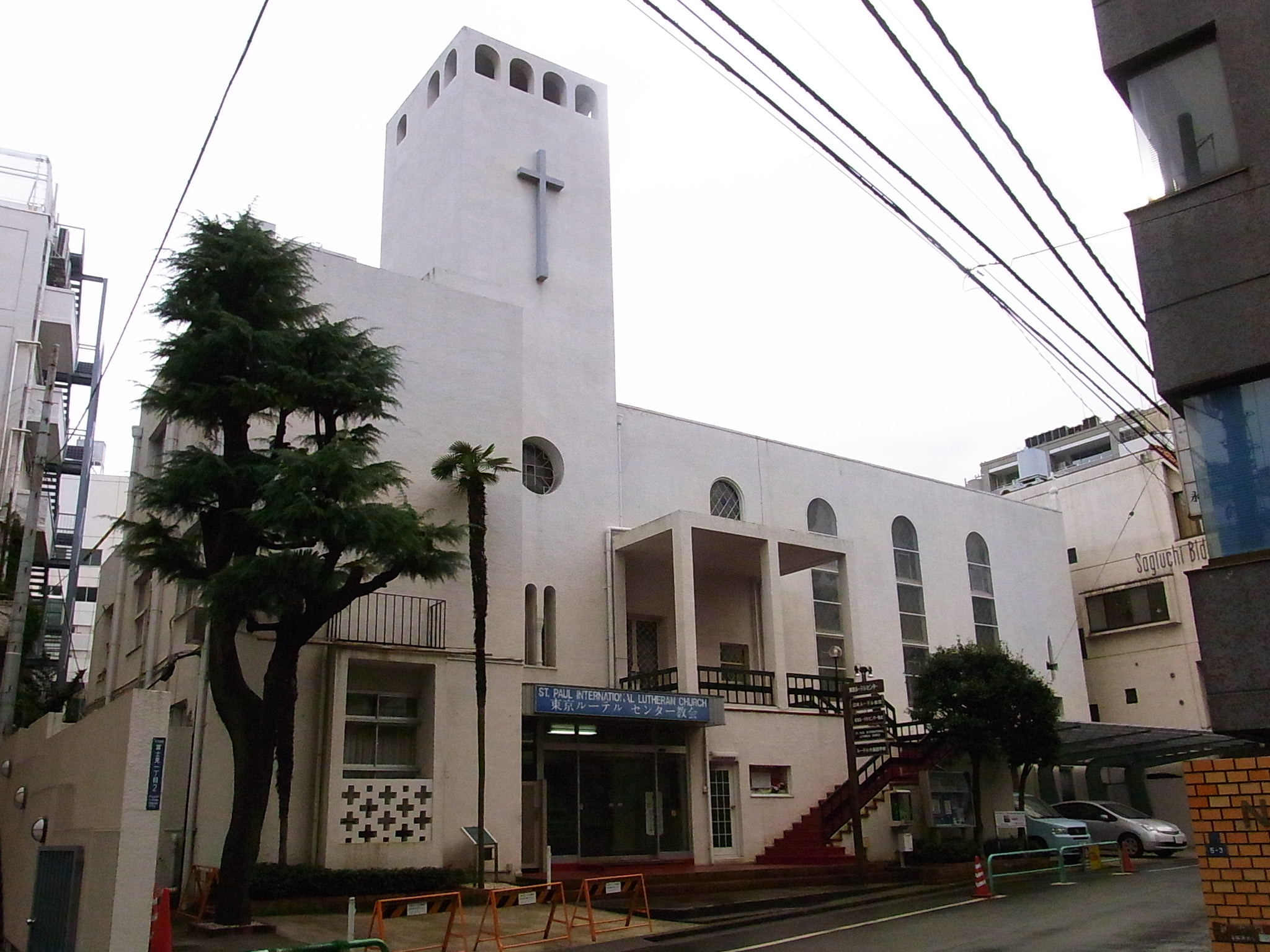
東京ルーテルセンター教会

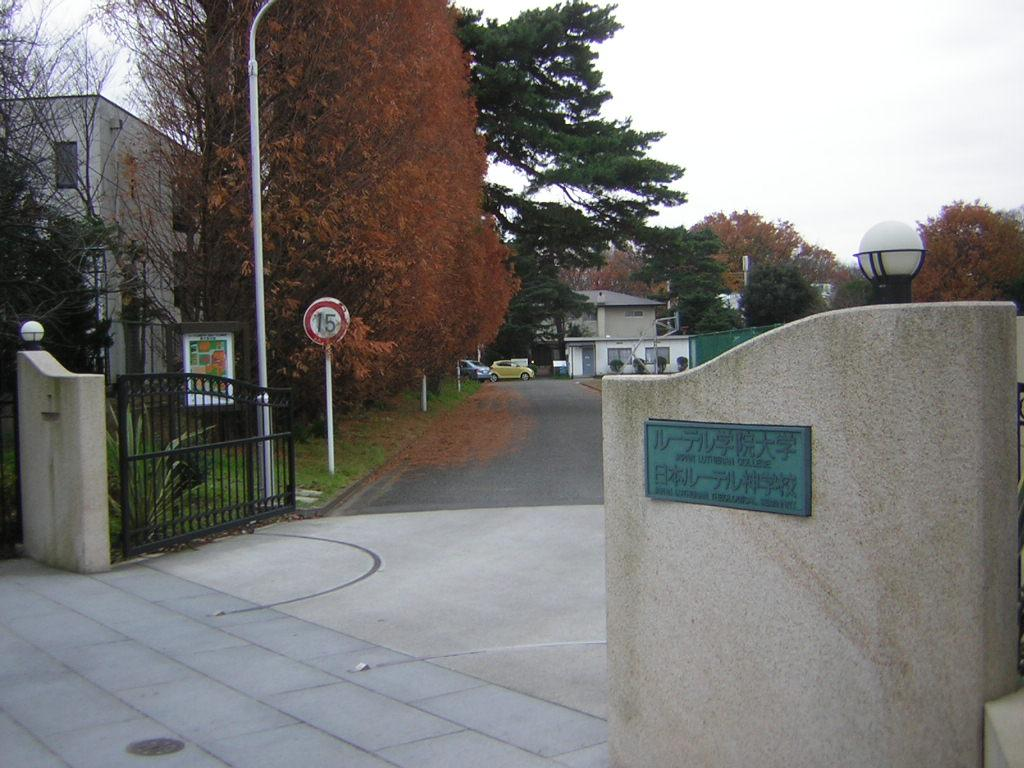
ルーテル学院大学

宗教法人日本ルーテル教団（しゅうきょうほうじんにほんルーテルきょうだん、Japan Lutheran Church、JLC、NRK Nihon Ruuteru Kyoudan）は、日本におけるルター派の宗教法人。

## 概要
信徒は3000名強（うち牧師は35名）で、34の教会を有する。個々の教会は、附属施設として幼稚園・保育園による幼児教育を行うと共に、アメリカ合衆国・カナダのルーテル教会からの青年ボランティアを教師とする英会話教室も古くから行っている。その他、教団傘下の教育施設として、埼玉県さいたま市に青山学院大学系属浦和ルーテル学院小学校・中学校・高等学校、埼玉県飯能市に聖望学園中学校・高等学校を経営している。
国際的には国際ルーテル教会協議会に加盟し、保守的ルター派の信仰を共有する海外の諸教会との交わりを持っている。また、1999年にはルーテル世界連盟に準会員として加盟し、全世界のルーテル教会と広く交流を持っている。
国内的には、1966年に日本福音ルーテル教会と共に「聖壇と講壇の交わり」を宣言して以降、同教派と信仰の一致に基づく交わりを持ち、ルーテル学院大学・日本ルーテル神学校において共同で神学教育を行っている。

## 沿革
- 1948年 - 9月19日設立。東京チャペル・センターにて、ミズーリ・シノッド（英語版）（アメリカ合衆国ルーテル教会）がウィリアム・ダンカー宣教師の就任式を行い、日本宣教開始を公式に宣言。
- 1950年 - ミズーリ・シノッドと日本福音ルーテル教会が共同で日本ルーテル・アワーを放送伝道部門として立ち上げる。
- 1951年 - 民間のラジオ放送が始まると同時に、「ルーテル・アワー」による放送伝道を展開。
- 1953年 - 宗教法人となる。
- 1968年 - 会衆主義制度の自治教会となり、アメリカ合衆国ルーテル教会から独立。
- 1976年 - 自給を達成。

## 関連事業

### 学校
- ルーテル学院大学 - 日本福音ルーテル教会と共同で運営。
- 日本ルーテル神学校 - 日本福音ルーテル教会と共同運営の各種学校
- 青山学院大学系属浦和ルーテル学院小学校・中学校・高等学校 - 学校法人青山学院の系属校
- 聖望学園中学校・高等学校

### 幼稚園・保育園
- 全国各地に幼稚園が11か所、保育園が6か所。